# 日本產業規格列表
日本產業規格列表是日本產業規格（JIS）的清單一覽。

## A：土木及建築
請參閱日本產業規格（土木及建築）列表。

## B：一般機械
請參閱日本產業規格（一般機械）列表。

## C：電機、電子
請參閱日本產業規格（電機、電子）列表。

## D：汽車
請參閱日本產業規格（汽車）列表。

## E：鐵道
請參閱日本產業規格（鐵道）列表。

## F：船舶
請參閱日本產業規格（船舶）列表。

## G：鐵鋼
請參閱日本產業規格（鐵鋼）列表。

## H：非鐵金屬
請參閱日本產業規格（非鐵金屬）列表。

## K：化學
請參閱日本產業規格（化學）列表。

## L：纖維
請參閱日本產業規格（纖維）列表。

## M：礦山
請參閱日本產業規格（礦山）列表。

## P：紙漿及紙
請參閱日本產業規格（紙漿及紙）列表。

## Q：管理系統
請參閱日本產業規格（管理系統）列表。

## R：窯業
請參閱日本產業規格（窯業）列表。

## S：日用品
請參閱日本產業規格（日用品）列表。

## T：醫療安全用具
請參閱日本產業規格（醫療安全用具）列表。

## W：航空
請參閱日本產業規格（航空）列表。

## X：資訊處理
（於1987年新設）
請參閱日本產業規格（資訊處理）列表。

## Y：服務
（於2019年新設）
請參閱日本產業規格（服務）列表。

## Z：其他
請參閱日本產業規格（其他）列表。

## 外部連結
- . 日本規格協会. （原始内容存档于2020-11-16） （日语）.